# Prefettura di Fria
Fria è una prefettura della Guinea nella regione di Boké, con capoluogo Fria.
La prefettura è divisa in 4 sottoprefetture, corrispondenti ai comuni:
- Baguinet
- Banguingny
- Fria
- Tormelin